# South Cape (Stewart Island)
South Cape, in der Sprache der Māori Whiore genannt, ist ein Kap auf der neuseeländischen Insel Stewart Island/Rakiura, die zum Southland District der Region Southland zählt. Das Kap ist der südlichste Punkt der Insel.

## Geographie
South Cape befindet sich im Süden der Insel, knapp 4 km östlich der rund 1,5 km in die Insel hineinragende Flour Cask Bay und rund 2 km südwestlich der bis zu 3,5 km breiten und 3,3 km tief in die Insel hineinragende Broad Bay.